# Société botanique de France
La Société botanique de France (SBF) est une société savante fondée le 23 avril 1854,. Lors de sa séance inaugurale elle se fixe pour but « de concourir aux progrès de la botanique et des sciences qui s’y rattachent et de faciliter, par tous les moyens dont elle peut disposer, les études et les travaux de ses membres » (article 2 des statuts originaux).
Elle est reconnue comme d’utilité publique par décret du 17 août 1875.
Son président en exercice est Élisabeth Dodinet. Les anciens présidents ont été : Bernard Descoings puis le professeur Marc-André Selosse (Muséum national d'Histoire naturelle, Paris) (jusqu’en 2019).

## La vie de la société
La SBF organise diverses rencontres en France et à l'étranger. Celles-ci sont de différents types :
- les séances ordinaires, trimestrielles, tenues à Paris, permettent au bureau d'informer les participants sur la vie de la société, les actions des conseils sont également l'occasion d'accueillir un ou plusieurs conférenciers présentant des travaux sur des thèmes divers ;
- les mini-sessions sont des excursions de terrain d'une durée de 2 à 3 jours organisées un peu partout en France à l'occasion de week-ends ou de week-ends prolongés, elles sont en nombres variables, environ 5 à 10 par an ;
- une session extraordinaire d'une semaine est organisée chaque année dans une région française différente[5] ;
- un voyage d'étude peut être organisé pour aller découvrir la flore d'un pays étranger.

La SBF a publié à l'automne 2014 une flore de France nommée Flora Gallica. Ce projet lancé en 2001 a été mené sous la direction de J.-M. Tison et B. de Foucault avec la participation de 74 collaborateurs et deux dessinateurs.
La Société botanique de France organise depuis 2010 un diplôme universitaire de botanique de terrain avec l'Université de Picardie.
Elle organise et co-organise régulièrement des colloques.
La SBF est membre actif du Collège des Sociétés savantes académiques de France.

### Les publications
Elle publie dès son origine les comptes rendus de ses séances tant ordinaires qu’extraordinaires ainsi qu’une revue de bibliographie. La SBF fait aujourd'hui paraître deux publications :
- Botany Letters (trimestriel), une revue scientifique internationale indexée dont un nombre d'abonnements significatif est souscrit par des institutions,

et
- le Journal de botanique, une parution trimestrielle en français dont l'abonnement est lié à la cotisation et où sont notamment publiés les comptes rendus des excursions botaniques.

### Les prix
La SBF attribue régulièrement les prix et récompenses suivants : 
- le prix de Coincy[n 1], fondé par testament en 1903, adopté en 1904 et attribué pour la première fois en 1905[8], récompense une recherche en taxinomie[5] publiée en français ou en latin.
- le prix Gandoger de phanérogamie[5]
- le prix Gandoger de cryptogamie[5]
- le prix du Conseil, qui récompense l'action d'un des membres en faveur de la vie de la société
- un prix de thèse, qui récompense le travail d'un doctorant

Ces prix visent à valoriser les travaux et réalisations des botanistes francophones.

## Histoire
La création de la société a lieu le 23 avril 1854, à la suite de la réunion, le 12 mars de la même année, de quinze personnalités qualifiées par la suite de membres fondateurs : 
- Antoine Passy (1792-1873) ;
- Adolphe Brongniart (1801-1876), professeur au Muséum national d'histoire naturelle ;
- Joseph Decaisne (1807-1882), professeur au Muséum national d'histoire naturelle ;
- Alfred Moquin-Tandon (1801-1863) ;
- Comte Hippolyte Jaubert (1798-1874) ;
- Louis Graves (1791-1857), directeur général des forêts ;
- Vicomte de Noé ;
- Timothée Puel (1812-1890) ;
- Charles Philippe Robin (1821-1885), médecin, botaniste, physiologiste et homme politique Français, membre de l'Académie de médecine et de l'Académie des sciences
- Alphonse Maille (1813-1865) ;
- Ernest Saint-Charles Cosson (1819-1889) ;
- Pierre Étienne Simon Duchartre (1811-1894) ;
- Wladimir de Schœnefeld (1816-1875) ;
- Adolphe De Bouis (1804-1878), docteur en médecine ;
- Jacques Nicolas Ernest Germain de Saint-Pierre (1815-1882).

Trois de ces participants, L. Graves, A. Passy et W. de Schœnefeld, forment une commission et établissent des statuts en s’inspirant de la Société géologique de France à la création de laquelle Louis Grave avait participé. La Société géologique de France accueillera d’ailleurs les premières réunions de la SBF.
Durant la première réunion officielle, qui se déroule avec l’accord du préfet de police le 24 mai 1854, un bureau est élu. Il comprend A. Brongniart à la présidence, J. Decaisne, D. Delessert, H. Moquin-Tandon à la vice-présidence, W. de Schoenefeld et P. Duchartre au poste de secrétaire, T. Puel et E. Cosson à celui de vice-secrétaire, Caillette de l’Hervilliers comme trésorier et de Bonis comme archiviste.

## Siège
En 1868, la SBF prend racine dans les nouveaux locaux de la Société centrale d’horticulture de France avant de déménager, en 1949, dans les locaux de la Faculté de pharmacie de Paris. Elle est actuellement domiciliée au Muséum national d’histoire naturelle à Paris.
Dans les années 1920, différents herbiers conservés par la Société furent placés dans plusieurs institutions pour assurer une conservation durable. La bibliothèque et les stocks des publications invendues sont actuellement en dépôt au Conservatoire botanique national de Bailleul.

## Les membres
La Société compte 162 membres dès la première année, depuis elle oscille entre 500 et 800 membres[Information douteuse][réf. nécessaire]. Début 2019, le nombre de membres était 310.
La société est ouverte aux femmes depuis l'origine. La première femme ayant adhéré à la SBF est Madame veuve Élisa de Vilmorin née Bailly, admise lors de la séance du 27 avril 1860, suivie de près par Madame veuve Ricard née Maille, admise lors de la séance du 13 juillet 1860, soit six ans après la création de la Société. La botaniste Marguerite Belèze fait partie des membres actives de la société à partir de la fin du XIXe siècle.
Le système de parrainage instauré lors de la fondation ne constitue plus un caractère restrictif et l'adhésion est ouverte à toutes et à tous depuis au plus tard 2011.